# Ogg
Ogg је производ пројекта софтвер отвореног изворног кода за дигиталну мултимедију. Ogg формат за ток битова, којим руководи Xiph.org фондација. Створен је као окружење веће иницијативе која има за циљ развој сета компоненти за кодирање и декодирање мултимедијалног садржаја које су слободно доступне и слободне за имплементацију у софтверу. Офф формат је дефинисан у RFC-у 3533 и његов MIME тип медија (application/ogg) у RFC 3534.
Разне компоненете пројекта су намењене да буду алтернативе власничким кодецима као што су:
- и
- и
- формат тока и његови кодеци
- формати и његови деривати као што су Wav и Avi и њихови респективни кодеци
- са  и  кодецима

Главна Ogg компонента је Vorbis, за аудио податке. Остале компоненте су Theora, за видео; Speex, за говор; и FLAC, за велику веродостојност аудио-записа.
Ogg Vorbis је неоптерећен патентима, потпуно отворен стандард аудио кодовања опште сврхе који је једнак са, или надмашује, долазећу генерацију власничких кодека (AAC и TwinVQ, такође познате и као VQF). За оне који не прихватају GPL, libvorbis, BSD-лиценцирана имплементација Vorbis-a са изворним кодом је доступна као библиотека.
Често се претпоставља да је име Ogg дошло од карактера Дадиља Ог из романа Дисксвет Терија Прачета. У ствари, у питању је жаргон настао из рачунарске игрице Netrek, са оригиналним значењем камиказа напада, а касније да се нешто уради на силу, вероватно без разматрања исцрпљивања будућих ресураса. Према томе, за Ogg пројекат се сматрало да је нешто амбициозно, с обзиром када се зна снага PC хардвера тог времена.

## кодеци
- Аудио кодек
  - Са губицима
    - : најбољи за говоре са малим битратеом (~8-32 килобита по каналу)
    - : најбољи са општим аудио-записима од средњег до високог нивоа битратеа (~16-256 килобита по каналу)

  - Без губитака
    - : најбољи за архивирање аудио података са високим квалитетом и без губитака; Ogg-ов оригинални кодек
    - : најбољи за архивирање аудио података са високим квалитетом и без губитака
- Текст кодек
  -  текстуални кодек дизајниран да се титлове и наслове.
- Видео кодек
  - : базиран на кодеку VP3 компаније  који је адаптиран патентима окружењу, и мултиплексиран са Vorbis кодираним звучним каналима
  - : експериментални кодек који примењује тродимензионалне звучне трансформације